# Pedro Larraquy
Pedro Larraquy (Buenos Aires, Argentina, 13 de junio de 1956) es un exfutbolista argentino que jugó la mayor parte de su carrera en Vélez Sarsfield, club en el cual ostentaba el récord de presencias con un total de 457 partidos oficiales, dicho récord fue quebrado por Fabián Cubero, 7 de octubre de 2012. Además, es el quinto goleador en la historia del club con 82 anotaciones.

## Biografía
Larraquy debutó en la primera división del Club Atlético Vélez Sarsfield en 1975 y su trayectoria en ese club se extendió hasta la temporada 1986-87, cuando pasó a jugar en San Lorenzo de Almagro donde terminaría su carrera un año después.
Larraquy jugaba habitualmente como mediocampista central aguerrido e inteligente para organizar y ordenar el juego de su equipo. Sobresalió también por su efectividad goleadora para definir a través del juego aéreo con impecables cabezazos. Fue pieza clave en los equipos de Vélez que realizaron exitosas campañas en los certámenes Metropolitano 1979 y Nacional 1985, consagrándose subcampeones de ambos torneos.
En 1983 cambió su posición en el campo de juego, abandonando la línea de volantes para pasar a desempeñarse como primer zaguero central cuando el equipo de Vélez era dirigido por el entrenador Roberto Rogel. En esa nueva función también se destacó cumpliendo muy buenas actuaciones. En el campeonato Nacional de 1981 fue autor de cuatro goles en un partido el día que Vélez Sarsfield venció como local por 5:0 a Gimnasia y Tiro de Salta.
Los goles que marcó frente a River Plate en las finales de los torneos de 1979 y 1985 figuran entre los más importantes de su carrera, en tanto que la mayor frustración  futbolística la sufrió en 1980 cuando una grave lesión le impidió jugar con "El Fortín" la Copa Libertadores de América. Ya retirado de la actividad profesional, obtuvo el título de director técnico y desde mediados de 2005 tiene a su cargo la tarea de coordinación de todas las divisiones inferiores de Vélez Sarsfield.
En el Torneo Apertura 2007 asumió la dirección técnica del primer equipo de Vélez Sarsfield luego de la renuncia de Ricardo La Volpe a falta de 3 fechas para el final del campeonato. En el Torneo Apertura 2008 asumió de forma interina para dirigir los 2 últimos partidos de Vélez Sarsfield tras el fin del mandato del DT Hugo Tocalli.

## Selección nacional
En 1979 fue convocado para jugar en la Selección Argentina que por entonces dirigía César Luis Menotti y formó parte del plantel que jugó la Copa América.

## Clubes
| Club            | País      | Año       |
| --------------- | --------- | --------- |
| Vélez Sarsfield | Argentina | 1975-1987 |
| San Lorenzo     | Argentina | 1987-1988 |

## Estadísticas
Datos actualizados a fin de carrera deportiva.
| Vélez Sarsfield Argentina                                                                           |               |               |     |    |   |   |    |     |     |    |
| 1.ª                                                                                                 | 1975          | 13            | 2   | -  | - | - | -  | 13  | 2   |    |
| 1.ª                                                                                                 | 1976          | 43            | 7   | -  | - | - | -  | 43  | 7   |    |
| 1.ª                                                                                                 | 1977          | 47            | 12  | -  | - | - | -  | 47  | 12  |    |
| 1.ª                                                                                                 | 1978          | 52            | 7   | -  | - | - | -  | 52  | 7   |    |
| 1.ª                                                                                                 | 1979          | 35            | 13  | -  | - | - | -  | 35  | 13  |    |
| 1.ª                                                                                                 | 1980          | 25            | 7   | -  | - | 2 | 0  | 27  | 7   |    |
| 1.ª                                                                                                 | 1981          | 44            | 15  | -  | - | - | -  | 44  | 15  |    |
| 1.ª                                                                                                 | 1982          | 38            | 3   | -  | - | - | -  | 38  | 3   |    |
| 1.ª                                                                                                 | 1983          | 39            | 3   | -  | - | - | -  | 39  | 3   |    |
| 1.ª                                                                                                 | 1984          | 42            | 6   | -  | - | - | -  | 42  | 6   |    |
| 1.ª                                                                                                 | 1985          | 11            | 1   | -  | - | - | -  | 11  | 1   |    |
| 1.ª                                                                                                 | 1985-86       | 29            | 2   | -  | - | - | -  | 29  | 2   |    |
| 1.ª                                                                                                 | 1986-87       | 33            | 2   | -  | - | - | -  | 33  | 2   |    |
| Total club                                                                                          | Total club    | 451           | 80  | 0  | 0 | 2 | 0  | 453 | 80  |    |
| San Lorenzo de Almagro Argentina                                                                    |               |               |     |    |   |   |    |     |     |    |
| 1.ª                                                                                                 |               |               |     |    |   |   |    |     |     |    |
| 1987-88                                                                                             | 19            | 1             | -   | -  | 3 | 0 | 22 | 1   |     |    |
| Total club                                                                                          | Total club    | 19            | 1   | 0  | 0 | 3 | 0  | 22  | 1   |    |
| Total carrera                                                                                       | Total carrera | Total carrera | 470 | 81 | 0 | 0 | 5  | 0   | 475 | 81 |
| (2) Incluye datos de la Copa Libertadores (1980, 1988). (3) No incluye goles en partidos amistosos. |               |               |     |    |   |   |    |     |     |    |

### Selección nacional
| Selección | Año   | Copa América | Copa América | Total | Total |
| Selección | Año   | PJ           | G            | PJ    | G     |
| --------- | ----- | ------------ | ------------ | ----- | ----- |
| Argentina | 1979  | 3            | 0            | 3     | 0     |
| Argentina | Total | 3            | 0            | 3     | 0     |

### Resumen estadístico
| Competición            | Encuentros | Goles | Promedio |
| ---------------------- | ---------- | ----- | -------- |
| Primera División       | 470        | 81    | 0,17     |
| Copas internacionales  | 5          | 0     | 0,00     |
| Selección de Argentina | 3          | 0     | 0,00     |
| Total                  | 478        | 81    | 0,16     |